# Al-shaabstadion
Het Al-Shaab stadion in een stadion in Bagdad, Irak. Het is gebouwd in 1966 en is met een capaciteit van 45.000 toeschouwers het grootste stadion van Irak. Er worden voornamelijk voetbalwedstrijden gespeeld. De openingsmatch was tegen Benfica.
De voetbalclub Al Zawraa werkt daar soms haar wedstrijd af en het is ook de thuisbasis van het Iraaks voetbalelftal.